# Elezioni comunali in Piemonte del 1992
Le elezioni comunali in Piemonte del 1992 si tennero il 7-8 giugno, il 27-28 settembre e il 13-14 dicembre.

## Provincia di Alessandria

### Acqui Terme
| Partito                                                          | Partito                                                               | Voti   | %     | Seggi | Differenza (%) | /       |
| ---------------------------------------------------------------- | --------------------------------------------------------------------- | ------ | ----- | ----- | -------------- | ------- |
|                                                                  | Lega Nord                                                             | 2 785  | 19,41 | 7     | 16,87          | 7       |
|                                                                  | Democrazia Cristiana                                                  | 2 609  | 18,18 | 6     | 9,34           | 3       |
|                                                                  | Rifondazione Comunista                                                | 2 366  | 16,49 | 5     | -              | 5       |
|                                                                  | Partito Socialista Italiano                                           | 2 068  | 14,41 | 5     | 8,35           | 2       |
|                                                                  | Partito Democratico della Sinistra                                    | 954    | 6,65  | 2     | -              | 2       |
|                                                                  | Federazione dei Verdi                                                 | 933    | 6,50  | 2     | 0,15           | Stabile |
|                                                                  | Partito Socialista Democratico Italiano-Partito Repubblicano Italiano | 778    | 5,42  | 1     | 1,82           | 1       |
|                                                                  | Partito Liberale Italiano                                             | 698    | 4,86  | 1     | -              | 1       |
|                                                                  | La Rete                                                               | 625    | 4,36  | 1     | -              | 1       |
|                                                                  | Movimento Sociale Italiano-Destra Nazionale                           | 368    | 2,56  | 0     | 1,21           | Stabile |
|                                                                  | Lega Alpina Piemont                                                   | 164    | 1,14  | 0     | -              | -       |
| Totale                                                           | Totale                                                                | 14 348 | 100   | 30    |                |         |
| Votanti                                                          | Votanti                                                               | 15 285 | 85,17 |       |                |         |
| Elettori                                                         | Elettori                                                              | 17 946 | 100   |       |                |         |
| Fonte: Archivio storico delle elezioni - Ministero dell'Interno. |                                                                       |        |       |       |                |         |